# Seznam seznamov
Tukaj so našteti seznami uporabljeni v Wikipediji.

## A
- abecedni seznam bitk
- abecedni seznam elementov
- abecedni seznam prevodov latinskih izrekov
- ameriški letalski asi druge svetovne vojne
- antična orožja
- avtomobilske oznake

## B
- belgijski letalski asi druge svetovne vojne
- belgijski letalski asi prve svetovne vojne
- bolgarski letalski asi druge svetovne vojne
- Seznam brigadirjev Slovenske vojske
- brzostrelke druge svetovne vojne

## C
- Copleyjeva medalja

## Č
- časovni pregled astronomov
- časovni pregled tehnologije merjenja časa
- časovni pregled vesoljskih odprav s človeško posadko

## D
- družina AK
- seznam držav sveta po površini
- seznam držav sveta po prebivalstvu
- države sveta

## E
- seznam enot Slovenske vojske

## F
- Fieldsova medalja
- francoski letalski asi druge svetovne vojne
- francoski letalski asi prve svetovne vojne

## G
- Seznam generalmajorjev Slovenske vojske

## I
- instrumentalist
- italijanski letalski asi prve svetovne vojne

## J
- jurišne puške druge svetovne vojne

## K
- kanadski letalski asi korejske vojne
- Seznam kapitanov bojne ladje Slovenske vojske
- Seznam kapitanov Slovenske vojske
- kitajski letalski asi korejske vojne
- koalicija voljnih
- kolesni OT in PBV
- kopenske vojske sveta
- kronologija Slovenske vojske

## L
- latinski izreki
- letalske akrobatske skupine
- letalski asi Združenega kraljestva prve svetovne vojne
- lovci druge svetovne vojne
- lovci prve svetovne vojne

## M
- mednarodne vojaške vaje

## N
- namišljena oseba
- nemška vojaška odlikovanja
- nemške podmornice druge svetovne vojne
- nemški feldmaršali druge svetovne vojne
- nemški letalski asi prve svetovne vojne
- naravni rezervati v Sloveniji
- nevarne snovi
- Nobelova nagrada za fiziko
- Nobelova nagrada za fiziologijo ali medicino
- Nobelova nagrada za kemijo
- Nobelova nagrada za književnost
- Nobelova nagrada za mir
- nosilci bojnega spominskega znaka Krakovski gozd
- nosilci bronaste medalje generala Maistra z meči
- nosilci bronaste medalje generala Maistra
- nosilci bronaste medalje Slovenske vojske
- nosilci bronaste medalje za nadzor zračnega prostora
- nosilci bronaste medalje za sodelovanje in prijateljstvo
- nosilci bronastega znaka usposobljenosti - vojaški gornik
- nosilci častnega vojnega znaka
- nosilci medalje Manevrske strukture Narodne zaščite 1990
- nosilci medalje v službi miru
- nosilci medalje za hrabrost
- nosilci medalje za ranjence
- nosilci medalje za sodelovanje in prijateljstvo
- nosilci reda generala Maistra
- nosilci reda Slovenske vojske na lenti
- nosilci reda Slovenske vojske z zvezdo
- nosilci reda Slovenske vojske
- nosilci spominske značke Dravograd 1991
- nosilci spominskega znaka 5. obletnica vojne za Slovenijo
- nosilci spominskega znaka Borovnica
- nosilci spominskega znaka Brnik
- nosilci spominskega znaka Cerklje
- nosilci spominskega znaka Dravograd 1991
- nosilci spominskega znaka Fernetiči 1991
- nosilci spominskega znaka Gibina
- nosilci spominskega znaka Golte 1991
- nosilci spominskega znaka Holmec
- nosilci spominskega znaka Hrast
- nosilci spominskega znaka Kačure
- nosilci spominskega znaka Kanal
- nosilci spominskega znaka Komenski kras 1991
- nosilci spominskega znaka Koseze
- nosilci spominskega znaka Krakovski gozd 1991
- nosilci spominskega znaka Ljutomer 1991
- nosilci spominskega znaka Maribor - Dobova
- nosilci spominskega znaka Načelniki pokrajinskih štabov TO 1991
- nosilci spominskega znaka Nanos 1991
- nosilci spominskega znaka ob deseti obletnici vojne za Slovenijo
- nosilci spominskega znaka Obranili domovino 1991
- nosilci spominskega znaka Ormož
- nosilci spominskega znaka Otovec
- nosilci spominskega znaka Poganci
- nosilci spominskega znaka Pokljuka 1991
- nosilci spominskega znaka Poveljniki pokrajinskih štabov TO 1991
- nosilci spominskega znaka Premik 1991
- nosilci spominskega znaka Prilipe
- nosilci spominskega znaka Pristava 1991
- nosilci spominskega znaka Rajhenav 1991
- nosilci spominskega znaka Razkrižje 1991
- nosilci spominskega znaka Rigonce
- nosilci spominskega znaka Rožna dolina - Vrtojba
- nosilci spominskega znaka Rožnik
- nosilci spominskega znaka Štrihovec
- nosilci spominskega znaka Trzin
- nosilci spominskega znaka Vražji kamen
- nosilci spominskega znaka za zavzetje skladišča Borovnica
- nosilci spominskega znaka Zavarovanje minskih polj
- nosilci spominskega znaka Zvest Sloveniji 1991
- nosilci srebrne medalje generala Maistra z meči
- nosilci srebrne medalje generala Maistra
- nosilci srebrne medalje Slovenske vojske
- nosilci srebrne medalje za nadzor zračnega prostora
- nosilci srebrne medalje za sodelovanje in prijateljstvo
- nosilci srebrnega znaka usposobljenosti - vojaški alpinist
- nosilci srebrnega znaka usposobljenosti SV - vojaški reševalec
- nosilci srebrnega znaka usposobljenosti SV - vojaški smučarski učitelj
- nosilci zlate medalje generala Maistra z meči
- nosilci zlate medalje generala Maistra
- nosilci zlate medalje Slovenske vojske
- nosilci zlate medalje za nadzor zračnega prostora
- nosilci zlate medalje za sodelovanje in prijateljstvo
- nosilci zlatega znaka usposobljenosti - vojaški gorski vodnik
- nosilci zlatega znaka usposobljenosti SV - vojaški reševalec
- nosilci znaka Manevrske strukture Narodne zaščite 1990
- nosilci znaka za zasluge pri organizaciji nove TO 1991
- nosilci znaka za zasluge pri organiziranju nove TO RS

## O
- odlikovanja Rdeče armade
- odlikovanja Slovenske vojske
- osebnosti druge svetovne vojne

## P
- padli v vojni za Slovenijo
- piloti Slovenske vojske
- podantarktični otoki
- podmornice druge svetovne vojne
- polavtomatske puške novega veka
- Seznam polkovnikov Slovenske vojske
- posebna varstvena območja Natura 2000 v Sloveniji
- protimaterialne ostrostrelne puške

## R
- ranjeni v vojni za Slovenijo
- reliefne oblike
- ruski letalski asi prve svetovne vojne

## S
- semitski jeziki
- seznam (računalništvo)
- seznam (razločitev)
- seznam AAR oznak (A)
- seznam AAR oznak (B)
- seznam AAR oznak (C)
- seznam AAR oznak (D)
- seznam AAR oznak (E)
- seznam AAR oznak (F)
- seznam AAR oznak (G)
- seznam AAR oznak (H)
- seznam AAR oznak (I)
- seznam AAR oznak (J)
- seznam AAR oznak (K)
- seznam AAR oznak (L)
- seznam AAR oznak (M)
- seznam AAR oznak (O)
- seznam AAR oznak (P)
- seznam AAR oznak (Q)
- seznam AAR oznak (R)
- seznam AAR oznak (S)
- seznam AAR oznak (T)
- seznam AAR oznak (U)
- seznam AAR oznak (V)
- seznam AAR oznak (W)
- seznam AAR oznak (X)
- seznam AAR oznak (Y)
- seznam AAR oznak (Z)
- seznam admiralov
- seznam afganistanskih generalov
- seznam akademskih smeri
- seznam albanskih Američanov
- seznam albanskih generalov
- seznam albanskih nogometašev
- seznam albanskih pesnikov
- seznam albanskih pisateljev
- seznam albanskih politikov
- seznam alžirskih pisateljev
- seznam alžirskih politikov
- seznam ameriških abolicionistov
- seznam ameriških abolicistov
- seznam ameriških admiralov
- seznam ameriških akademikov
- seznam ameriških alpinistov
- seznam ameriških antropologov
- seznam ameriških arheologov
- seznam ameriških arhitektov
- seznam ameriških armadnih skupin druge svetovne vojne
- seznam ameriških astrologov
- seznam ameriških astronavtov
- seznam ameriških astronomov
- seznam ameriških baletnikov
- seznam ameriških bankirjev
- seznam ameriških biologov
- seznam ameriških bodibilderjev
- seznam ameriških boksarjev
- seznam ameriških botanikov
- seznam ameriških diplomatov
- seznam ameriških dirigentov
- seznam ameriških dirkačev
- seznam ameriških dramatikov
- seznam ameriških duhovnikov
- seznam ameriških ekonomistov
- seznam ameriških filmskih producentov
- seznam ameriških filmskih režiserjev
- seznam ameriških filologov
- seznam ameriških fizikov
- seznam ameriških fotografov
- seznam ameriških gasilcev
- seznam ameriških generalov
- seznam ameriških geografov
- seznam ameriških geologov
- seznam ameriških gimnastikov
- seznam ameriških golfistov
- seznam ameriških hekerjev
- seznam ameriških hitrostnih drsalcev
- seznam ameriških hokejistov
- seznam ameriških igralcev (A)
- seznam ameriških igralcev (B)
- seznam ameriških igralcev (C)
- seznam ameriških igralcev (D)
- seznam ameriških igralcev (E)
- seznam ameriških igralcev (F)
- seznam ameriških igralcev (G)
- seznam ameriških igralcev (H)
- seznam ameriških igralcev (I)
- seznam ameriških igralcev (J)
- seznam ameriških igralcev (K)
- seznam ameriških igralcev (L)
- seznam ameriških igralcev (M)
- seznam ameriških igralcev (N)
- seznam ameriških igralcev (O)
- seznam ameriških igralcev (P)
- seznam ameriških igralcev (Q)
- seznam ameriških igralcev (R)
- seznam ameriških igralcev (S)
- seznam ameriških igralcev (T)
- seznam ameriških igralcev (U)
- seznam ameriških igralcev (V)
- seznam ameriških igralcev (W)
- seznam ameriških igralcev (Y)
- seznam ameriških igralcev (Z)
- seznam ameriških igralcev ameriškega nogometa
- seznam ameriških bejzbolistov
- seznam ameriških igralcev
- seznam ameriških ilustratorjev
- seznam ameriških inženirjev
- seznam ameriških izumiteljev
- seznam ameriških jezikoslovcev
- seznam ameriških kardinalov
- seznam ameriških kartografov
- seznam ameriških kemikov
- seznam ameriških kiparjev
- seznam ameriških kirurgov
- seznam ameriških knjižničarjev
- seznam ameriških kolesarjev
- seznam ameriških komikov
- seznam ameriških korpusov
- seznam ameriških košarkarjev
- seznam ameriških kriminalcev
- seznam ameriških kuharskih mojstrov
- seznam ameriških leksikonografov
- seznam ameriških letalcev
- seznam ameriških letalskih asov druge svetovne vojne
- seznam ameriških letalskih asov prve svetovne vojne
- seznam ameriških letalskih asov vietnamske vojne
- seznam ameriških literarnih kritikov
- seznam ameriških logikov
- seznam ameriških lokostrelcev
- seznam ameriških matematikov
- seznam ameriških medicinskih sester
- seznam ameriških mineralogov
- seznam ameriških misijonarjev
- seznam ameriških modnih oblikovalcev
- seznam ameriških muzikologov
- seznam ameriških nogometašev
- seznam ameriških novinarjev
- seznam ameriških odvetnikov
- seznam ameriških okoljevarstvenikov
- seznam ameriških okultistov
- seznam ameriških paleontologov
- seznam ameriških pedagogov
- seznam ameriških pesnikov
- seznam ameriških pisateljev
- seznam ameriških plavalcev
- seznam ameriških policistov
- seznam ameriških politikov
- seznam ameriških pomorščakov
- seznam ameriških poslovnežev
- seznam ameriških pravnikov
- seznam ameriških prejemnikov Viktorijinega križca
- seznam ameriških prelatov
- seznam ameriških računalnikarjev
- seznam ameriških raziskovalcev
- seznam ameriških rektorjev
- seznam ameriških rock glasbenikov
- seznam ameriških rock pevcev
- seznam ameriških rokoborcev
- seznam ameriških skladateljev
- seznam ameriških slikarjev
- seznam ameriških smučarjev
- seznam ameriških sociologov
- seznam ameriških sodnikov
- seznam ameriških strelcev
- seznam ameriških striparjev
- seznam ameriških tenisačev
- seznam ameriških teologov
- seznam ameriških teroristov
- seznam ameriških umetnostnih drsalcev
- seznam ameriških umetnostnih kritikov
- seznam ameriških vodij političnih kampanj
- seznam ameriških vohunov
- seznam ameriških vojaških baz
- seznam ameriških vojaških zaporov
- seznam ameriških zgodovinarjev
- seznam ameriških zoologov
- seznam andorskih pesnikov
- seznam andorskih pisateljev
- seznam andorskih politikov
- seznam andorskih pravnikov
- seznam andorskih šahovskih velemojstrov
- seznam angleških admiralov
- seznam angleških antropologov
- seznam angleških arheologov
- seznam angleških arhitektov
- seznam angleških atletov
- seznam angleških biologov
- seznam angleških boksarjev
- seznam angleških dirigentov
- seznam angleških dramatikov
- seznam angleških ekonomistov
- seznam angleških filmskih režiserjev
- seznam angleških filozofov
- seznam angleških fizikov
- seznam angleških generalov
- seznam angleških genetikov
- seznam angleških igralcev kriketa
- seznam angleških igralcev
- seznam angleških inženirjev
- seznam angleških izumiteljev
- seznam angleških kemikov
- seznam angleških kozmologov
- seznam angleških kraljev
- seznam angleških kriminalcev
- seznam angleških matematikov
- seznam angleških naturalistov
- seznam angleških nogometašev
- seznam angleških nogometnih reprezentantov
- seznam angleških pesnikov
- seznam angleških pisateljev
- seznam angleških politikov
- seznam angleških računalnikarjev
- seznam angleških skladateljev
- seznam angleških slikarjev
- seznam angleških tenisačev
- seznam angleških veslačev
- seznam angleških zdravnikov
- seznam angleških zgodovinarjev
- seznam antičnih orožij
- seznam antropologov
- seznam arabskih Američanov
- seznam arabskih astronomov
- seznam arabskih pesnikov
- seznam argentinskih arhitektov
- seznam argentinskih astronomov
- seznam argentinskih boksarjev
- seznam argentinskih dirkačev
- seznam argentinskih filmskih režiserjev
- seznam argentinskih fizikov
- seznam argentinskih igralcev pola
- seznam argentinskih igralcev
- seznam argentinskih kiparjev
- seznam argentinskih košarkarjev
- seznam argentinskih košarkarji
- seznam argentinskih modelov
- seznam argentinskih nogometašev
- seznam argentinskih novinarjev
- seznam argentinskih pesnikov
- seznam argentinskih pianistov
- seznam argentinskih pisateljev
- seznam argentinskih plesalcev
- seznam argentinskih politikov
- seznam argentinskih skladateljev
- seznam argentinskih slikarjev
- seznam argentinskih striparjev
- seznam argentinskih tenisačev
- seznam arhitektov
- seznam arhitekturnih vsebin
- seznam armad JLA
- seznam armad Jugoslovanske armade
- seznam armad Kopenske vojske ZDA
- seznam armad kopenske vojske ZDA
- seznam armad Kraljevine Jugoslavije
- seznam armad po zaporednih številkah
- seznam armad VJ
- seznam armad Vojske Jugoslavije
- seznam armad Waffen-SS
- seznam armad Wehrmachta
- seznam armad
- seznam armadnih oddelkov Wehrmachta
- seznam armadnih skupin Kopenske vojske ZDA
- seznam armadnih skupin kopenske vojske ZDA
- seznam armadnih skupin Kraljevine Jugoslavije
- seznam armadnih skupin po zaporednih številkah
- seznam armadnih skupin Wehrmachta
- seznam armadnih skupin
- seznam armenskih fotografov
- seznam armenskih igralcev
- seznam armenskih inženirjev
- seznam armenskih nogometašev
- seznam armenskih pesnikov
- seznam armenskih pevcev resne glasbe
- seznam armenskih pisateljev
- seznam armenskih politikov
- seznam armenskih poslovnežev
- seznam armenskih režiserjev
- seznam armenskih skladateljev
- seznam armenskih slikarjev
- seznam armenskih violinistov
- seznam asteroidov
- seznam astrofizikov
- seznam astronavtov
- seznam astronomov
- seznam astronomskih teles
- seznam astronomskih vsebin
- seznam avstralskih arhitektov
- seznam avstralskih astronavtov
- seznam avstralskih astronomov
- seznam avstralskih dirigentov
- seznam avstralskih divizij druge svetovne vojne
- seznam avstralskih divizij prve svetovne vojne
- seznam avstralskih filmskih režiserjev
- seznam avstralskih generalov
- seznam avstralskih glasbenikov
- seznam avstralskih igralcev
- seznam avstralskih kazenskih kolonij
- seznam avstralskih kriminalcev
- seznam avstralskih letalcev
- seznam avstralskih nogometašev
- seznam avstralskih novinarjev
- seznam avstralskih pesnikov
- seznam avstralskih pisateljev
- seznam avstralskih politikov
- seznam avstralskih slikarjev
- seznam avstralskih zdravnikov
- seznam avstrijskih admiralov
- seznam avstrijskih alpinistov
- seznam avstrijskih arhitektov
- seznam avstrijskih astronomov
- seznam avstrijskih dirigentov
- seznam avstrijskih dramatikov
- seznam avstrijskih ekonomistov
- seznam avstrijskih feldmaršalov
- seznam avstrijskih filmskih režiserjev
- seznam avstrijskih filozofov
- seznam avstrijskih fizikov
- seznam avstrijskih generalov
- seznam avstrijskih igralcev
- seznam avstrijskih izumiteljev
- seznam avstrijskih kemikov
- seznam avstrijskih matematikov
- seznam avstrijskih nogometašev
- seznam avstrijskih novinarjev
- seznam avstrijskih pesnikov
- seznam avstrijskih pianistov
- seznam avstrijskih pisateljev
- seznam avstrijskih politikov
- seznam avstrijskih psihologov
- seznam avstrijskih skladateljev
- seznam avstrijskih slikarjev
- seznam avstrijskih smučarjev
- seznam avstrijskih zdravnikov
- seznam avstro-ogrskih armad
- seznam avstro-ogrskih armad
- seznam avstro-ogrskih armadnih skupin
- seznam avstro-ogrskih armadnih skupin
- seznam avstro-ogrskih divizij
- seznam avstro-ogrskih divizij
- seznam avstro-ogrskih korpusov
- seznam avstro-ogrskih korpusov
- seznam avstro-ogrskih letalskih asov prve svetovne vojne
- seznam avstro-ogrskih polkov
- seznam avstro-ogrskih polkov
- seznam avtorjev fantazijskih književnih del
- seznam avtorjev znanstvenofantastičnih književnih del
- Seznam azerbajdžanskih arhitektov
- Seznam azerbajdžanskih boksarjev
- Seznam azerbajdžanskih fotografov
- Seznam azerbajdžanskih generalov
- Seznam azerbajdžanskih igralcev
- Seznam azerbajdžanskih inženirjev
- Seznam azerbajdžanskih nogometašev
- Seznam azerbajdžanskih pesnikov
- Seznam azerbajdžanskih pevcev resne glasbe
- Seznam azerbajdžanskih pianistov
- Seznam azerbajdžanskih pisateljev
- Seznam azerbajdžanskih politikov
- Seznam azerbajdžanskih poslovnežev
- Seznam azerbajdžanskih režiserjev
- Seznam azerbajdžanskih rokoborcev
- Seznam azerbajdžanskih saksofonistov
- Seznam azerbajdžanskih skladateljev
- Seznam azerbajdžanskih slikarjev
- Seznam azerbajdžanskih šahistov
- Seznam azerbajdžanskih violinistov
- Seznam azerbajdžanskih znanstvenikov
- seznam babilonskih kraljev
- seznam bangladeških ekonomistov
- seznam bangladeških pisateljev
- seznam bangladeških politikov
- seznam baskovskih boksarjev
- seznam baskovskih kolesarjev
- seznam baskovskih nogometašev
- seznam baskovskih pevcev
- seznam baskovskih politikov
- seznam baskovskih poslovnežev
- seznam baskovskih raziskovalcev
- seznam baskovskih skladateljev
- seznam baskovskih slikarjev
- seznam baz Korpusa mornariške pehote ZDA
- seznam baz Vojnega letalstva ZDA
- seznam baz vojnega letalstva ZDA
- seznam belgijskih arhitektov
- seznam belgijskih astronavtov
- seznam belgijskih astronomov
- seznam belgijskih atletov
- seznam belgijskih dirkačev
- seznam belgijskih divizij druge svetovne vojne
- seznam belgijskih filmskih režiserjev
- seznam belgijskih generalov
- seznam belgijskih geografov
- seznam belgijskih humoristov
- seznam belgijskih igralcev
- seznam belgijskih inženirjev
- seznam belgijskih izumiteljev
- seznam belgijskih judoistov
- seznam belgijskih kemikov
- seznam belgijskih kiparjev
- seznam belgijskih kolesarjev
- seznam belgijskih koreografov
- seznam belgijskih korpusov druge svetovne vojne
- seznam belgijskih kriminalcev
- seznam belgijskih letalskih asov druge svetovne vojne
- seznam belgijskih letalskih asov prve svetovne vojne
- seznam belgijskih matematikov
- seznam belgijskih modelov
- seznam belgijskih namizni tenisačev
- seznam belgijskih namiznih tenisačev
- seznam belgijskih nogometašev
- seznam belgijskih pesnikov
- seznam belgijskih pisateljev
- seznam belgijskih plavalcev
- seznam belgijskih politikov
- seznam belgijskih poslovnežev
- seznam belgijskih skladateljev
- seznam belgijskih slikarjev
- seznam belgijskih striparjev
- seznam belgijskih športnikov
- seznam belgijskih tenisačev
- seznam belgijskih violinistov
- seznam belgijskih zdravnikov
- seznam belgijskih zgodovinarjev
- seznam beloruskih pesnikov
- seznam beloruskih pisateljev
- seznam beloruskih politikov
- seznam bengalskih pesnikov
- seznam bioloških vsebin
- seznam bitk rimske vojske
- seznam bitk
- seznam bojnih križark Kraljeve vojne mornarice
- seznam bojnih križark kraljeve vojne mornarice
- seznam bojnih ladij Vojne mornarice ZDA
- seznam bojnih ladij vojne mornarice ZDA
- seznam bojnih pušk
- seznam bolgarskih divizij druge svetovne vojne
- seznam bolgarskih letalskih asov druge svetovne vojne
- seznam bolgarskih nogometašev
- seznam bolgarskih nogometnih trenerjev
- seznam bolgarskih pesnikov
- seznam bolgarskih pisateljev
- seznam bolgarskih politikov
- seznam bolgarskih šahovskih velemojstrov
- seznam bolnišničnih ladij Kopenske vojske ZDA
- seznam bombnikov druge svetovne vojne
- seznam bosanskohercegovskih dramatikov
- seznam bosanskohercegovskih pesnikov
- seznam bosanskohercegovskih pisateljev
- seznam bosanskohercegovskih politikov
- seznam brazilskih arhitektov
- seznam brazilskih boksarjev
- seznam brazilskih diplomatov
- seznam brazilskih dirkačev
- seznam brazilskih dramatikov
- seznam brazilskih filmskih režiserjev
- seznam brazilskih generalov
- seznam brazilskih igralcev
- seznam brazilskih košarkarjev
- seznam brazilskih kritikov
- seznam brazilskih maršalov
- seznam brazilskih moških modelov
- seznam brazilskih nogometašev
- seznam brazilskih novinarjev
- seznam brazilskih pesnikov
- seznam brazilskih pevcev
- seznam brazilskih pianistov
- seznam brazilskih pisateljev
- seznam brazilskih politikov
- seznam brazilskih raziskovalcev
- seznam brazilskih skladateljev
- seznam brazilskih slikarjev
- seznam brazilskih športnikov
- seznam brazilskih ženskih modelov
- seznam brigad Hrvaške vojske
- seznam brigad JLA
- seznam brigad Kopenske vojske ZDA
- seznam brigad kopenske vojske ZDA
- seznam brigad Korpusa mornariške pehote ZDA
- seznam brigad po zaporednih številkah
- seznam brigad Slovenske vojske
- seznam brigad VJ
- seznam brigad Vojske Jugoslavije
- seznam brigad Wehrmachta
- seznam brigad
- seznam brigadirjev Slovenske vojske
- seznam britanskih admiralov
- seznam britanskih armad druge svetovne vojne
- seznam britanskih armad prve svetovne vojne
- seznam britanskih armadnih skupin druge svetovne vojne
- seznam britanskih astronavtov
- seznam britanskih brigad druge svetovne vojne
- seznam britanskih dirigentov
- seznam britanskih dramatikov
- seznam britanskih fašističnih strank
- seznam britanskih feldmaršalov
- seznam britanskih generalov
- seznam britanskih korpusov prve svetovne vojne
- seznam britanskih kraljev
- seznam britanskih maršalov
- seznam britanskih pesnikov
- seznam britanskih politikov
- seznam britanskih slikarjev
- seznam brzostrelk druge svetovne vojne
- seznam burmskih generalov
- seznam burskih generalov
- seznam ciprskih filmskih režiserjev
- seznam ciprskih fizikov
- seznam ciprskih inženirjev
- seznam ciprskih kemikov
- seznam ciprskih nogometašev
- seznam ciprskih pevcev
- seznam ciprskih pianistov
- seznam ciprskih pisateljev
- seznam ciprskih politikov
- seznam ciprskih skladateljev
- seznam častnih meščanov Ljubljane
- seznam častnih konzulov
- seznam častnikov Slovenske vojske 1918-19
- seznam čeških arheologov
- seznam čeških arhitektov
- seznam čeških astronomov
- seznam čeških atletov
- seznam čeških biologov
- seznam čeških dirigentov
- seznam čeških ekonomistov
- seznam čeških filmskih režiserjev
- seznam čeških filozofov
- seznam čeških fizikov
- seznam čeških hokejistov
- seznam čeških igralcev
- seznam čeških inženirjev
- seznam čeških izumiteljev
- seznam čeških kemikov
- seznam čeških kiparjev
- seznam čeških letalskih asov druge svetovne vojne
- seznam čeških matematikov
- seznam čeških modelov
- seznam čeških nogometašev
- seznam čeških paleontologov
- seznam čeških pesnikov
- seznam čeških pevcev resne glasbe
- seznam čeških pianistov
- seznam čeških pisateljev
- seznam čeških politikov
- seznam čeških poslovnežev
- seznam čeških skladateljev
- seznam čeških slikarjev
- seznam čeških tenisačev
- seznam čeških zgodovinarjev
- seznam čezneptunskih teles
- seznam čilenskih generalov
- seznam čilenskih pesnikov
- seznam čilenskih pisateljev
- seznam čilenskih politikov
- seznam čilskih generalov
- seznam članov Slovenske akademije znanosti in umetnosti
- seznam črnih lukenj
- seznam črnogorskih generalov
- seznam črnogorskih pesnikov
- seznam črnogorskih pisateljev
- seznam čuvaških pesnikov
- seznam danskih arheologov
- seznam danskih arhitektov
- seznam danskih astronomov
- seznam danskih biologov
- seznam danskih divizij druge svetovne vojne
- seznam danskih filozofov
- seznam danskih fizikov
- seznam danskih generalov
- seznam danskih geologov
- seznam danskih jezikoslovcev
- seznam danskih kemikov
- seznam danskih kraljev
- seznam danskih matematikov
- seznam danskih nogometašev
- seznam danskih pesnikov
- seznam danskih pisateljev
- seznam danskih politikov
- seznam danskih prejemnikov Viktorijinega križca
- seznam danskih računalnikarjev
- seznam danskih slikarjev
- seznam danskih zdravnikov
- seznam death metal skupin
- seznam desantov druge svetovne vojne
- seznam dirigentov
- seznam divizij druge svetovne vojne
- seznam divizij JLA
- seznam divizij Kopenske vojske ZDA
- seznam divizij kopenske vojske ZDA
- seznam divizij Korpusa mornariške pehote ZDA
- seznam divizij korpusa mornariške pehote ZDA
- seznam divizij Kraljevine Jugoslavije
- seznam divizij NDH
- seznam divizij NOV in POJ
- seznam divizij NOVJ
- seznam divizij po zaporednih številkah
- seznam divizij RSI
- seznam divizij VJ
- seznam divizij Vojske Jugoslavije
- seznam divizij Waffen-SS
- seznam divizij Wehrmachta
- seznam divizij ZSSR
- seznam divizij
- seznam dobitnikov priznanj v Wikipediji
- seznam domorodnih ljudstev
- seznam dramatikov
- seznam družabnih plesov
- seznam držav brez oboroženih sil
- seznam držav brez političnih strank
- Seznam držav po indeksu človekovega razvoja
- Seznam držav po številu letališč
- seznam držav sveta po celini
- seznam držav
- seznam egipčanskih pisateljev
- seznam egipčanskih politikov
- seznam egiptovskih generalov
- seznam egiptovskih letalskih asov arabsko-izraelskih vojn
- seznam ekonomistov
- seznam ekonomskih vsebin
- seznam elementov po atomskem številu
- seznam elementov po imenu
- seznam elementov po kemijskem simbolu
- seznam elementov po znaku
- seznam elitnih enot sveta
- seznam epizod NCIS
- seznam epizod Stargate SG-1
- Seznam epizod serije Čarovnice
- seznam epizod Zvezdna vrata SG-1
- seznam epizod Zvezdna vrata: Atlantida
- seznam estonskih arhitektov
- seznam estonskih astronomov
- seznam estonskih atletov
- seznam estonskih baletnikov
- seznam estonskih biologov
- seznam estonskih diplomatov
- seznam estonskih dirigentov
- seznam estonskih ekonomistov
- seznam estonskih filmskih režiserjev
- seznam estonskih fizikov
- seznam estonskih generalov
- seznam estonskih geologov
- seznam estonskih igralcev
- seznam estonskih jezikoslovcev
- seznam estonskih kiparjev
- seznam estonskih kolesarjev
- seznam estonskih nogometašev
- seznam estonskih pesnikov
- seznam estonskih pianistov
- seznam estonskih pisateljev
- seznam estonskih politikov
- seznam estonskih poslovnežev
- seznam estonskih psihologov
- seznam estonskih rokoborcev
- seznam estonskih skladateljev
- seznam estonskih slikarjev
- seznam estonskih zgodovinarjev
- seznam etiopskih maršalov
- seznam faraonov
- seznam fidžijskih prejemnikov Viktorijinega križca
- seznam fikcijskih nosilcev medalje časti
- seznam filmov
- seznam filmskih igralcev
- seznam filmskih režiserjev
- seznam filozofov
- seznam finskih antropologov
- seznam finskih arhitektov
- seznam finskih astronomov
- seznam finskih atletov
- seznam finskih biologov
- seznam finskih dirigentov
- seznam finskih dirkačev
- seznam finskih filmskih režiserjev
- seznam finskih filozofov
- seznam finskih generalov
- seznam finskih hokejistov
- seznam finskih igralcev
- seznam finskih kemikov
- seznam finskih kiparjev
- seznam finskih letalskih asov druge svetovne vojne
- seznam finskih maršalov
- seznam finskih matematikov
- seznam finskih nogometašev
- seznam finskih pesnikov
- seznam finskih pevcev resne glasbe
- seznam finskih pisateljev
- seznam finskih politikov
- seznam finskih polkov druge svetovne vojne
- seznam finskih poslovnežev
- seznam finskih računalnikarjev
- seznam finskih rock glasbenikov
- seznam finskih skladateljev
- seznam finskih slikarjev
- seznam finskih smučarjev
- seznam finskih smučarskih skakalcev
- seznam finskih športnikov
- seznam fizikalnih vsebin
- seznam fizikalnih zakonov
- seznam fizikov
- seznam flot in večjih poveljstev Kraljeve vojne mornarice
- seznam flotnih baz Kraljeve vojne mornarice
- seznam flotnih in velikih admiralov
- seznam fotografov
- seznam francoskih admiralov
- seznam francoskih arhitektov
- seznam francoskih armad prve svetovne vojne
- seznam francoskih atletov
- seznam francoskih biologov
- seznam francoskih boksarjev
- seznam francoskih častnikov
- seznam departmajev Francije
- seznam francoskih dirkačev
- seznam francoskih dramatikov
- seznam francoskih ekonomistov
- seznam francoskih filmskih režiserjev
- seznam francoskih filozofov
- seznam francoskih fizikov
- seznam francoskih generalov
- seznam francoskih geografov
- seznam francoskih humoristov
- seznam francoskih ragbistov
- seznam francoskih igralcev
- seznam francoskih kemikov
- seznam francoskih kiparjev
- seznam francoskih kolesarjev
- seznam francoskih košarkarjev
- seznam francoskih kraljev
- seznam francoskih kriminalcev
- seznam francoskih kuharskih mojstrov
- seznam francoskih letalcev
- seznam francoskih letalskih asov druge svetovne vojne
- seznam francoskih letalskih asov prve svetovne vojne
- seznam francoskih maršalov
- seznam francoskih matematikov
- seznam francoskih modnih oblikovalcev
- seznam francoskih nogometašev
- seznam francoskih odpornikov druge svetovne vojne
- seznam francoskih pesnikov
- seznam francoskih pisateljev
- seznam francoskih plesalcev
- seznam francoskih politikov
- seznam francoskih poslovnežev
- seznam francoskih predsednikov
- seznam francoskih regij
- seznam francoskih sabljačev
- seznam francoskih skladateljev
- seznam francoskih slikarjev
- seznam francoskih smučarjev
- seznam francoskih socialnih aktivistov
- seznam francoskih športnikov
- seznam francoskih tenisačev
- seznam francoskih teologov
- seznam francoskih umetnostnih drsalcev
- seznam francoskih zgodovinarjev
- seznam francoskih znanstvenikov
- seznam frankovskih kraljev
- seznam galaksij
- seznam ganskih nogometašev
- seznam generalmajorjev Slovenske vojske
- seznam generalov Konfederacije ameriških držav
- seznam generalov Kontinentalne vojske
- seznam generalov Kopenske vojske ZDA
- seznam generalov Korpusa mornariške pehote ZDA
- seznam generalov Narodne garde ZDA
- seznam generalov Slonokoščene obale
- seznam generalov Vojnega letalstva ZDA
- seznam generalov
- seznam generalpodpolkovnikov Slovenske vojske
- seznam generalpolkovnikov Slovenske vojske
- seznam generalpolkovnikov Wehrmachta
- seznam geografov
- seznam geografskih vsebin
- seznam glasbenih del Aleksandra Skrjabina
- seznam glasbenih del Claudea Debussyja
- seznam glasbenih del Edvarda Griega
- seznam glasbenih del Johanna Sebastiana Bacha
- seznam glasbenih del Petra Iljiča Čajkovskega
- seznam glasbenih del Sergeja Rahmaninova
- seznam glasbenih oblik
- seznam glasbenih producentov
- seznam glasbenih skupin
- seznam glasbenih vsebin
- seznam glasbenih zvrsti
- seznam glasbenikov s sorodstvenimi vezmi
- seznam glasbenikov, upodobljenih na bankovcih
- seznam glasbenikov
- seznam glasbeno-tehnoloških izumov
- seznam glasbeno-založniških hiš
- seznam glasbil
- seznam glavnih trenerjev lige NHL
- seznam gorskih enot sveta
- seznam gradbeniških vsebin
- seznam gradov na Slovenskem
- seznam gradov v Sloveniji
- seznam gradov
- seznam grenadskih prejemnikov Viktorijinega križca
- seznam grških dramatikov
- seznam grških generalov
- seznam grških maršalov
- seznam grških pesnikov
- seznam grških pisateljev
- seznam grških politikov
- seznam gruzijskih generalov
- seznam gruzijskih pesnikov
- seznam gruzinskih generalov
- seznam gruzinskih pesnikov
- seznam guvernerjev Alabame
- seznam guvernerjev Aljaske
- seznam guvernerjev Arizone
- seznam guvernerjev Arkansasa
- seznam guvernerjev Connecticuta
- seznam guvernerjev Delawara
- seznam guvernerjev Floride
- seznam guvernerjev Georgije
- seznam guvernerjev Havajev
- seznam guvernerjev Idaha
- seznam guvernerjev Illionisa
- seznam guvernerjev Indiane
- seznam guvernerjev Iowe
- seznam guvernerjev Južne Dakote
- seznam guvernerjev Južne Karoline
- seznam guvernerjev Kansasa
- seznam guvernerjev Kentuckyja
- seznam guvernerjev Kolorada
- seznam guvernerjev Louisiane
- seznam guvernerjev Maina
- seznam guvernerjev Marylanda
- seznam guvernerjev Massachusettsa
- seznam guvernerjev Michigana
- seznam guvernerjev Minnesote
- seznam guvernerjev Misisipija
- seznam guvernerjev Missourija
- seznam guvernerjev Montane
- seznam guvernerjev Nebraske
- seznam guvernerjev Nevade
- seznam guvernerjev New Hampshira
- seznam guvernerjev New Yorka
- seznam guvernerjev Nove Mehike
- seznam guvernerjev Ohia
- seznam guvernerjev Oklahome
- seznam guvernerjev Oregona
- seznam guvernerjev Pensilvanije
- seznam guvernerjev Rhode Islanda
- seznam guvernerjev Severne Dakote
- seznam guvernerjev Severne Karoline
- seznam guvernerjev Teksasa
- seznam guvernerjev Tennesseeja
- seznam guvernerjev Vermonta
- seznam guvernerjev Washingtona
- seznam guvernerjev Wisconsina
- seznam guvernerjev Wyominga
- seznam guvernerjev Zahodne Virginije
- seznam guvernerjev ZDA
- seznam gvatemalskih pisateljev
- seznam gvatemalskih politikov
- seznam haitskih pesnikov
- seznam haitskih politikov
- seznam helikopterjev
- seznam herojev Sovjetske zveze
- seznam hrvaških alpskih smučarjev
- seznam hrvaških arheologov
- seznam hrvaških arhitektov
- seznam hrvaških biologov
- seznam hrvaških boksarjev
- seznam hrvaških dirigentov
- seznam hrvaških divizij druge svetovne vojne
- seznam hrvaških dramatikov
- seznam hrvaških ekonomistov
- seznam hrvaških filologov
- seznam hrvaških filozofov
- seznam hrvaških fizikov
- seznam hrvaških generalov
- seznam hrvaških geologov
- seznam hrvaških igralcev
- seznam hrvaških inženirjev
- seznam hrvaških izumiteljev
- seznam hrvaških jezikoslovcev
- seznam hrvaških kiparjev
- seznam hrvaških klimatologov
- seznam hrvaških košarkarjev
- seznam hrvaških leksikonografov
- seznam hrvaških matematikov
- seznam hrvaških nogometašev
- seznam hrvaških pesnikov
- seznam hrvaških pevcev resne glasbe
- seznam hrvaških pevcev zabavne glasbe
- seznam hrvaških pianistov
- seznam hrvaških pisateljev
- seznam hrvaških politikov
- seznam hrvaških poslovnežev
- seznam hrvaških raziskovalcev
- seznam hrvaških rokometašev
- seznam hrvaških skladateljev
- seznam hrvaških slikarjev
- seznam hrvaških smučarjev
- seznam hrvaških tenisačev
- seznam hrvaških violinistov
- seznam hrvaških zdravnikov
- seznam hrvaških zgodovinarjev
- seznam humorističnih nanizank
- seznam iger s kartami
- seznam igralcev AFL
- seznam igralcev ameriškega nogometa
- seznam igralcev Arsenala F.C.
- seznam igralcev lige NHL
- seznam igralcev
- seznam indijskih atletov
- seznam indijskih divizij druge svetovne vojne
- seznam indijskih ekonomistov
- seznam indijskih filmskih producentov
- seznam indijskih filmskih režiserjev
- seznam indijskih filozofov
- seznam indijskih hokejistov
- seznam indijskih igralcev kriketa
- seznam indijskih igralcev
- seznam indijskih korpusov druge svetovne vojne
- seznam indijskih kriminalcev
- seznam indijskih modelov
- seznam indijskih nogometašev
- seznam indijskih pesnikov
- seznam indijskih pevcev
- seznam indijskih pisateljev
- seznam indijskih plesalcev
- seznam indijskih politikov
- seznam indijskih polkov
- seznam indijskih poslovnežev
- seznam indijskih skladateljev
- seznam indijskih slikarjev
- seznam indijskih striparjev
- seznam indijskih tenisačev
- seznam indonezijskih skladateljev
- seznam iranskih astronomov
- seznam iranskih feldmaršalov
- seznam iranskih filmskih režiserjev
- seznam iranskih filozofov
- seznam iranskih fizikov
- seznam iranskih generalov
- seznam iranskih geografov
- seznam iranskih igralcev
- seznam iranskih kaliografov
- seznam iranskih kemikov
- seznam iranskih matematikov
- seznam iranskih nogometašev
- seznam iranskih novinarjev
- seznam iranskih pesnikov
- seznam iranskih pisateljev
- seznam iranskih politikov
- seznam iranskih raziskovalcev
- seznam iranskih rokoborcev
- seznam iranskih skladateljev
- seznam iranskih slikarjev
- seznam iranskih tenisačev
- seznam iranskih zdravnikov
- seznam iranskih zgodovinarjev
- seznam iraških generalov
- seznam iraških pesnikov
- seznam irskih arhitektov
- seznam irskih atletov
- seznam irskih boksarjev
- seznam irskih dirkačev
- seznam irskih dramatikov
- seznam irskih generalov
- seznam irskih ragbistov
- seznam irskih igralcev rugbija
- seznam irskih igralcev
- seznam irskih jockeyev
- seznam irskih kolesarjev
- seznam irskih nogometašev
- seznam irskih pesnikov
- seznam irskih pevcev
- seznam irskih pisateljev
- seznam irskih plavalcev
- seznam irskih plesalcev
- seznam irskih politikov
- seznam irskih poslovnežev
- seznam irskih prejemnikov Viktorijinega križca
- seznam irskih skladateljev
- seznam islamskih izrazov
- seznam islandskih nogometašev
- seznam islandskih pesnikov
- seznam islandskih pevcev
- seznam islandskih pisateljev
- seznam islandskih politikov
- seznam italijanskih alpinistov
- seznam italijanskih arhitektov
- seznam italijanskih armad druge svetovne vojne
- seznam italijanskih astronomov
- seznam italijanskih atletov
- seznam italijanskih biologov
- seznam italijanskih boksarjev
- seznam italijanskih dirigentov
- seznam italijanskih dirkačev
- seznam italijanskih divizij druge svetovne vojne
- seznam italijanskih dramatikov
- seznam italijanskih filmskih režiserjev
- seznam italijanskih filozofov
- seznam italijanskih fizikov
- seznam italijanskih generalov
- seznam italijanskih igralcev
- seznam italijanskih kiparjev
- seznam italijanskih kolesarjev
- seznam italijanskih košarkarjev
- seznam italijanskih letalskih asov prve svetovne vojne
- seznam italijanskih maršalov
- seznam italijanskih matematikov
- seznam italijanskih nogometašev
- seznam italijanskih pesnikov
- seznam italijanskih pisateljev
- seznam italijanskih politikov
- seznam italijanskih raziskovalcev
- seznam italijanskih skladateljev
- seznam italijanskih slikarjev
- seznam italijanskih smučarjev
- seznam italijanskih striparjev
- seznam italijanskih zdravnikov
- seznam izbruhov žarkov gama
- seznam izkrcanj druge svetovne vojne
- seznam izraelskih arhitektov
- seznam izraelskih dirigentov
- seznam izraelskih filmskih režiserjev
- seznam izraelskih generalov
- seznam izraelskih igralcev
- seznam izraelskih košarkarjev
- seznam izraelskih modnih oblikovalcev
- seznam izraelskih nogometašev
- seznam izraelskih pesnikov
- seznam izraelskih pevcev
- seznam izraelskih pianistov
- seznam izraelskih pisateljev
- seznam izraelskih politikov
- seznam izraelskih skladateljev
- seznam izraelskih šahovskih velemojstrov
- seznam izraelskih tenisačev
- seznam izumiteljev
- seznam izumrlih jezikov
- seznam japonskih admiralov
- seznam japonskih cesarjev
- seznam japonskih divizij druge svetovne vojne
- seznam japonskih filmskih režiserjev
- seznam japonskih generalov
- seznam japonskih pesnikov
- seznam japonskih pisateljev
- seznam japonskih smučarjev
- seznam jezer na Švedskem
- seznam jezer v Ontariu
- seznam jezer v Švici
- seznam jezer
- seznam jezikoslovcev
- seznam jezikoslovnih vsebin
- seznam jezikov po številu govorcev
- seznam jezikov
- seznam jordanskih generalov
- seznam judovskih Američanov
- seznam judovskih pesnikov
- seznam judovskih pisateljev
- seznam jugoslovanskih generalov
- seznam jurišnih pušk druge svetovne vojne
- seznam jurišnikov druge svetovne vojne
- seznam južnoafričanskih pisateljev
- seznam južnoafriških pesnikov
- seznam južnoafriških pisateljev
- seznam južnoafriških politikov
- seznam južnoafriških polkov
- seznam kalkulatorjev
- seznam kamnin
- seznam kanadskih arhitektov
- seznam kanadskih astronavtov
- seznam kanadskih dirigentov
- seznam kanadskih divizij druge svetovne vojne
- seznam kanadskih divizij prve svetovne vojne
- seznam kanadskih dramatikov
- seznam kanadskih generalov
- seznam kanadskih hokejistov
- seznam kanadskih izumiteljev
- seznam kanadskih letalskih asov korejske vojne
- seznam kanadskih nogometašev
- seznam kanadskih pesnikov
- seznam kanadskih pevcev
- seznam kanadskih pisateljev
- seznam kanadskih politikov
- seznam kanadskih poslovnežev
- seznam kanadskih prejemnikov Viktorijinega križca
- seznam kanadskih raziskovalcev
- seznam kanadskih skladateljev
- seznam kanadskih slikarjev
- seznam kanadskih športnikov
- seznam kanadskih zgodovinarjev
- seznam kanadskih znanstvenikov
- seznam kapitanov bojne ladje Slovenske vojske
- seznam kapitanov Slovenske vojske
- seznam kartografov
- seznam katarskih šahovskih velemojstrov
- seznam kemijskih elementov
- seznam kemijskih spojin
- seznam kemikov
- seznam kenijskih pisateljev
- seznam kenijskih politikov
- seznam kiparjev
- seznam kirgiških pisateljev
- seznam kirgizijskih pisateljev
- seznam kislin
- seznam kitajskih generalov
- seznam kitajskih letalskih asov korejske vojne
- seznam kitajskih maršalov
- seznam kitajskih pesnikov
- seznam kitajskih pisateljev
- seznam kitajskih politikov
- seznam kitaristov
- seznam klavirskih pedagogov
- seznam kmetijskih strojev in orodij
- seznam književnih del Daneta Zajca
- seznam koktajlov
- seznam kolumbijskih boksarjev
- seznam kolumbijskih filozofov
- seznam kolumbijskih bejzbolistov
- seznam kolumbijskih igralcev
- seznam kolumbijskih kolesarjev
- seznam kolumbijskih modelov
- seznam kolumbijskih nogometašev
- seznam kolumbijskih novinarjev
- seznam kolumbijskih pesnikov
- seznam kolumbijskih pevcev
- seznam kolumbijskih pisateljev
- seznam kolumbijskih politikov
- seznam kolumbijskih skladateljev
- seznam kolumbijskih tenisačev
- seznam kometov
- seznam koncentracijskih taborišč v tretjem rajhu
- seznam kongoških generalov
- seznam konjeniških enot
- seznam konvojskih kod druge svetovne vojne
- seznam kopenskih vojsk
- seznam korejskih generalov
- seznam korpusov ameriške državljanske vojne
- seznam korpusov JLA
- seznam korpusov Kopenske vojske ZDA
- seznam korpusov kopenske vojske ZDA
- seznam korpusov Korpusa mornariške pehote ZDA
- seznam korpusov NDH
- seznam korpusov po zaporednih številkah
- seznam korpusov VJ
- seznam korpusov Waffen-SS
- seznam korpusov Wehrmachta
- seznam korpusov ZSSR
- seznam korpusov Zvezne vojske ZDA
- seznam korpusov
- seznam košarkarjev
- seznam kozmologov
- seznam kraških jam v Sloveniji
- seznam kratic
- seznam križark Vojne mornarice ZDA
- seznam križark vojne mornarice ZDA
- seznam kroglastih zvezdnih kopic
- seznam kubanskih atletov
- seznam kubanskih boksarjev
- seznam kubanskih igralcev
- seznam kubanskih modelov
- seznam kubanskih novinarjev
- seznam kubanskih pesnikov
- seznam kubanskih pevcev
- seznam kubanskih pianistov
- seznam kubanskih pisateljev
- seznam kubanskih plesalcev
- seznam kubanskih politikov
- seznam kubanskih poslovnežev
- seznam kubanskih raperjev
- seznam kubanskih skladateljev
- seznam kubanskih slikarjev
- seznam kuharskih vsebin
- seznam kvazarjev
- seznam ladij svobode
- seznam lahkih mitraljezov
- seznam lahkih vojaških vozil
- seznam latinskih fraz
- seznam latinskih izrekov
- seznam latvijskih generalov
- seznam latvijskih nogometašev
- seznam latvijskih pesnikov
- seznam latvijskih pisateljev
- seznam latvijskih politikov
- seznam letališč Kopenske vojske ZDA
- seznam letališč v Belgiji
- seznam letališč v Grčiji
- seznam letališč v Sloveniji
- seznam letalonosilk Kraljeve vojne mornarice
- seznam letalonosilk kraljeve vojne mornarice
- seznam letalonosilk Vojne mornarice ZDA
- seznam letalonosilk vojne mornarice ZDA
- seznam letalskih akrobatskih skupin
- seznam letalskih asov arabsko-izraelskih vojn
- seznam letalskih asov druge svetovne vojne
- seznam letalskih asov indijsko-pakistanskih vojn
- seznam letalskih asov kitajsko-japonske vojne
- seznam letalskih asov korejske vojne
- seznam letalskih asov po številu zračnih zmag
- seznam letalskih asov prve svetovne vojne
- seznam letalskih asov ruske revolucije
- seznam letalskih asov španske državljanske vojne
- seznam letalskih asov vietnamske vojne
- seznam letalskih asov Združenega kraljestva prve svetovne vojne
- seznam letalskih asov
- seznam letalskih in raketnih konstruktorjev
- seznam letalskih instrumentov
- seznam letalskih konstruktorjev
- seznam letalskih proizvajalcev
- seznam libanonskih generalov
- seznam libanonskih pisateljev
- seznam libanonskih politikov
- seznam libanonskih polkov
- seznam liberijskih generalov
- seznam litovskih pesnikov
- seznam litovskih politikov
- seznam litovskih generalov
- seznam ljubljanskih (nad)škofov
- seznam ljubljanskih katoliških škofov
- seznam ljubljanskih metropolitov
- seznam ljubljanskih nadškofov
- seznam ljubljanskih škofov
- seznam ljubljanskih ulic
- seznam ljudi umrlih v helikopterskih nesrečah
- seznam ljudstev
- seznam lovskih letal druge svetovne vojne
- seznam lovskih letal prve svetovne vojne
- seznam luksemburških politikov
- seznam madžarskih arhitektov
- seznam madžarskih armad druge svetovne vojne
- seznam madžarskih dirigentov
- seznam madžarskih divizij druge svetovne vojne
- seznam madžarskih filozofov
- seznam madžarskih fizikov
- seznam madžarskih inženirjev
- seznam madžarskih izumiteljev
- seznam madžarskih kemikov
- seznam madžarskih kiparjev
- seznam madžarskih korpusov druge svetovne vojne
- seznam madžarskih matematikov
- seznam madžarskih nogometašev
- seznam madžarskih pesnikov
- seznam madžarskih pianistov
- seznam madžarskih pisateljev
- seznam madžarskih politikov
- seznam madžarskih poslovnežev
- seznam madžarskih skladateljev
- seznam madžarskih slikarjev
- seznam makedonskih generalov
- seznam makedonskih nogometašev
- seznam makedonskih pesnikov
- seznam makedonskih pisateljev
- seznam malgaških pesnikov
- seznam marimbistov
- seznam marinskih divizij ZDA
- seznam marinskih ekspedicijskih enot Korpusa mornariške pehote ZDA
- seznam maroških nogometašev
- seznam maroških pisateljev
- seznam maršalov
- seznam matematičnih funkcij
- seznam matematičnih vsebin
- seznam matematikov
- seznam medicinskih vsebin
- seznam mednarodnih brigad španske državljanske vojne
- seznam mednarodnih teroristov
- seznam mednarodnih vojaških vaj
- seznam mehiških generalov
- seznam mehiških pesnikov
- seznam mehiških pisateljev
- seznam mehiških politikov
- seznam Messierovih objektov
- seznam mest na Finskem
- seznam mest na Irskem
- seznam mest na Poljskem
- seznam mest na Švedskem
- seznam mest s trolejbusi
- seznam mest v Avstraliji
- seznam mest v Avstriji
- seznam mest v Belgiji
- seznam mest v Bosni in Hercegovini
- seznam mest v Franciji
- seznam mest v Kanadi
- seznam mest v Zimbabveju
- seznam metal skupin
- seznam meteorologov
- seznam mineralov
- seznam minometov svetovnih vojn
- seznam mongolskih maršalov
- seznam mornariških helikopterjev
- seznam mostov v Ljubljani
- seznam muzejev v Sloveniji
- seznam nabojev
- seznam načelnikov generalštaba Turčije
- seznam najbližjih galaksij
- seznam najbližjih zvezd
- seznam najsvetlejših zvezd
- seznam najuspešnejših glasbenikov
- seznam nalezljivih bolezni
- seznam namišljenih vesoljskih ladij
- seznam naravnih satelitov
- seznam narodnih herojev Jugoslavije
- seznam narodnih herojev
- seznam narodnih parkov Hrvaške
- seznam narodov
- seznam naselij v Sloveniji/A
- seznam naselij v Sloveniji/B
- seznam naselij v Sloveniji/C
- seznam naselij v Sloveniji/Č
- seznam naselij v Sloveniji/D
- seznam naselij v Sloveniji/E
- seznam naselij v Sloveniji/F
- seznam naselij v Sloveniji/G
- seznam naselij v Sloveniji/H
- seznam naselij v Sloveniji/I
- seznam naselij v Sloveniji/J
- seznam naselij v Sloveniji/K
- seznam naselij v Sloveniji/L
- seznam naselij v Sloveniji/M
- seznam naselij v Sloveniji/N
- seznam naselij v Sloveniji/O
- seznam naselij v Sloveniji/P
- seznam naselij v Sloveniji/R
- seznam naselij v Sloveniji/S
- seznam naselij v Sloveniji/Š
- seznam naselij v Sloveniji/T
- seznam naselij v Sloveniji/U
- seznam naselij v Sloveniji/V
- seznam naselij v Sloveniji/Z
- seznam naselij v Sloveniji/Ž
- seznam naselij v Sloveniji
- seznam naselij
- seznam nemških admiralov
- seznam nemških alkimistov
- seznam nemških arheologov
- seznam nemških arhitektov
- seznam nemških armad prve svetovne vojne
- seznam nemških astrologov
- seznam nemških astronavtov
- seznam nemških astronomov
- seznam nemških atletov
- seznam nemških biologov
- seznam nemških boksarjev
- seznam nemških diplomatov
- seznam nemških dirigentov
- seznam nemških dirkačev
- seznam nemških dramatikov
- seznam nemških ekonomistov
- seznam nemških feldmaršalov druge svetovne vojne
- seznam nemških filmskih producentov
- seznam nemških filmskih režiserjev
- seznam nemških filozofov
- seznam nemških fizikov
- seznam nemških generalov
- seznam nemških geografov
- seznam nemških geologov
- seznam nemških hekerjev
- seznam nemških igralcev
- seznam nemških ilustratorjev
- seznam nemških inženirjev
- seznam nemških imen slovenskih krajev
- seznam nemških izposojenk v slovenskem jeziku
- seznam nemških izposojenk v slovenščini
- seznam nemških izumiteljev
- seznam nemških jezikoslovcev
- seznam nemških kemikov
- seznam nemških kiparjev
- seznam nemških košarkarjev
- seznam nemških leksikonografov
- seznam nemških letalskih asov prve svetovne vojne
- seznam nemških maršalov
- seznam nemških matematikov
- seznam nemških mineralogov
- seznam nemških nogometašev
- seznam nemških pesnikov
- seznam nemških pisateljev
- seznam nemških podmornic druge svetovne vojne
- seznam nemških politikov
- seznam nemških poslovnežev
- seznam nemških prejemnikov Viktorijinega križca
- seznam nemških psihologov
- seznam nemških raziskovalcev
- seznam nemških skladateljev
- seznam nemških slikarjev
- seznam nemških sociologov
- seznam nemških strelcev
- seznam nemških tankovskih asov druge svetovne vojne
- seznam nemških tenisačev
- seznam nemških teologov
- seznam nemških teroristov
- seznam nemških zgodovinarjev
- seznam nerešenih problemov
- seznam netrzajnih topov
- seznam nigerijskih generalov
- seznam nigerijskih nogometašev
- seznam nigerijskih pesnikov
- seznam nigerijskih pisateljev
- seznam nigerijskih politikov
- seznam nikaragovskih pesnikov
- seznam nikaragvanskih nogometašev
- seznam nizozemskih arhitektov
- seznam nizozemskih astronomov
- seznam nizozemskih dirigentov
- seznam nizozemskih filmskih režiserjev
- seznam nizozemskih filozofov
- seznam nizozemskih fizikov
- seznam nizozemskih generalov
- seznam nizozemskih hitrostnih drsalcev
- seznam nizozemskih igralcev
- seznam nizozemskih judoistov
- seznam nizozemskih kemikov
- seznam nizozemskih matematikov
- seznam nizozemskih modelov
- seznam nizozemskih nogometašev
- seznam nizozemskih pesnikov
- seznam nizozemskih pevcev
- seznam nizozemskih pisateljev
- seznam nizozemskih plavalcev
- seznam nizozemskih politikov
- seznam nizozemskih raziskovalcev
- seznam nizozemskih skladateljev
- seznam nizozemskih slikarjev
- seznam nizozemskih violinistov
- seznam nogometašev
- seznam nordijskih bogov
- seznam norveških arheologov
- seznam norveških atletov
- seznam norveških dirkačev
- seznam norveških dramatikov
- seznam norveških fizikov
- seznam norveških generalov
- seznam norveških hitrostnih drsalcev
- seznam norveških hokejistov
- seznam norveških igralcev
- seznam norveških inženirjev
- seznam norveških jezikoslovcev
- seznam norveških kolesarjev
- seznam norveških matematikov
- seznam norveških pesnikov
- seznam norveških pevcev
- seznam norveških pisateljev
- seznam norveških politikov
- seznam norveških poslovnežev
- seznam norveških računalnikarjev
- seznam norveških raziskovalcev
- seznam norveških rokometašev
- seznam norveških skladateljev
- seznam norveških slikarjev
- seznam norveških smučarjev
- seznam norveških smučarskih skakalcev
- seznam norveških sociologov
- seznam norveških tekačev na smučeh
- seznam norveških zgodovinarjev
- seznam nosilcev bojnega spominskega znaka Krakovski gozd
- seznam nosilcev bronaste medalje generala Maistra z meči
- seznam nosilcev bronaste medalje generala Maistra
- seznam nosilcev bronaste medalje Slovenske vojske
- seznam nosilcev bronaste medalje za nadzor zračnega prostora
- seznam nosilcev bronaste medalje za sodelovanje in prijateljstvo
- seznam nosilcev bronastega znaka usposobljenosti - vojaški gornik
- seznam nosilcev častnega vojnega znaka
- seznam nosilcev medalje Manevrske strukture Narodne zaščite 1990
- seznam nosilcev medalje v službi miru
- seznam nosilcev medalje za hrabrost (Slovenija)
- seznam nosilcev medalje za hrabrost (Slovenska vojska)
- seznam nosilcev medalje za hrabrost
- seznam nosilcev medalje za ranjence
- seznam nosilcev medalje za sodelovanje in prijateljstvo
- seznam nosilcev partizanske spomenice 1941
- seznam nosilcev reda generala Maistra 1. stopnje z meči
- seznam nosilcev reda generala Maistra 1. stopnje
- seznam nosilcev reda generala Maistra 2. stopnje z meči
- seznam nosilcev reda generala Maistra 2. stopnje
- seznam nosilcev reda generala Maistra 3. stopnje z meči
- seznam nosilcev reda generala Maistra 3. stopnje
- seznam nosilcev reda Slovenske vojske na lenti
- seznam nosilcev reda Slovenske vojske z zvezdo
- seznam nosilcev reda Slovenske vojske
- seznam nosilcev spominske značke Dravograd 1991
- seznam nosilcev spominskega znaka 5. obletnica vojne za Slovenijo
- seznam nosilcev spominskega znaka Borovnica
- seznam nosilcev spominskega znaka Brnik
- seznam nosilcev spominskega znaka Bukovje 1991
- seznam nosilcev spominskega znaka Cerklje
- seznam nosilcev spominskega znaka Dravograd 1991
- seznam nosilcev spominskega znaka Fernetiči 1991
- seznam nosilcev spominskega znaka Gibina
- seznam nosilcev spominskega znaka Golte 1991
- seznam nosilcev spominskega znaka Holmec
- seznam nosilcev spominskega znaka Hrast
- seznam nosilcev spominskega znaka Kačure
- seznam nosilcev spominskega znaka Kanal
- seznam nosilcev spominskega znaka Komenski kras 1991
- seznam nosilcev spominskega znaka Koseze
- seznam nosilcev spominskega znaka Krakovski gozd 1991
- seznam nosilcev spominskega znaka Ljutomer 1991
- seznam nosilcev spominskega znaka Maribor - Dobova
- seznam nosilcev spominskega znaka Načelniki pokrajinskih štabov TO 1991
- seznam nosilcev spominskega znaka Nanos 1991
- seznam nosilcev spominskega znaka ob deseti obletnici vojne za Slovenijo
- seznam nosilcev spominskega znaka Obranili domovino 1991
- seznam nosilcev spominskega znaka Ormož
- seznam nosilcev spominskega znaka Otovec
- seznam nosilcev spominskega znaka Poganci
- seznam nosilcev spominskega znaka Pokljuka 1991
- seznam nosilcev spominskega znaka Poveljniki pokrajinskih štabov TO 1991
- seznam nosilcev spominskega znaka Premik 1991
- seznam nosilcev spominskega znaka Prilipe
- seznam nosilcev spominskega znaka Pristava 1991
- seznam nosilcev spominskega znaka Rajhenav 1991
- seznam nosilcev spominskega znaka Razkrižje 1991
- seznam nosilcev spominskega znaka Rigonce
- seznam nosilcev spominskega znaka Rožna dolina - Vrtojba
- seznam nosilcev spominskega znaka Rožnik
- seznam nosilcev spominskega znaka Štrihovec
- seznam nosilcev spominskega znaka Trzin
- seznam nosilcev spominskega znaka Vražji kamen - Otovec
- seznam nosilcev spominskega znaka Vražji kamen
- seznam nosilcev spominskega znaka za zavzetje skladišča Borovnica
- seznam nosilcev spominskega znaka Zavarovanje minskih polj
- seznam nosilcev spominskega znaka Zvest Sloveniji 1991
- seznam nosilcev srebrne medalje generala Maistra z meči
- seznam nosilcev srebrne medalje generala Maistra
- seznam nosilcev srebrne medalje Slovenske vojske
- seznam nosilcev srebrne medalje za nadzor zračnega prostora
- seznam nosilcev srebrne medalje za sodelovanje in prijateljstvo
- seznam nosilcev srebrnega znaka usposobljenosti - vojaški alpinist
- seznam nosilcev srebrnega znaka usposobljenosti SV - vojaški reševalec
- seznam nosilcev srebrnega znaka usposobljenosti SV - vojaški smučarski učitelj
- seznam nosilcev viteškega križa železnega križa s hrastovimi listi, meči in diamanti
- seznam nosilcev viteškega križa železnega križa
- seznam nosilcev viteškega križca železnega križca
- seznam nosilcev zlate medalje generala Maistra z meči
- seznam nosilcev zlate medalje generala Maistra
- seznam nosilcev zlate medalje Slovenske vojske
- seznam nosilcev zlate medalje za nadzor zračnega prostora
- seznam nosilcev zlate medalje za sodelovanje in prijateljstvo
- seznam nosilcev zlatega znaka usposobljenosti - vojaški gorski vodnik
- seznam nosilcev zlatega znaka usposobljenosti - vojaški reševalec
- seznam nosilcev zlatega znaka usposobljenosti SV - vojaški reševalec
- seznam nosilcev znaka Manevrske strukture Narodne zaščite 1990
- seznam nosilcev znaka za zasluge pri organizaciji nove TO 1991
- seznam nosilcev znaka za zasluge pri organiziranju nove TO RS
- seznam novozelandskih alpinistov
- seznam novozelandskih arhitektov
- seznam novozelandskih atletov
- seznam novozelandskih biologov
- seznam novozelandskih boksarjev
- seznam novozelandskih dirkačev
- seznam novozelandskih filmskih režiserjev
- seznam novozelandskih fotografov
- seznam novozelandskih generalov
- seznam novozelandskih ragbistov
- seznam novozelandskih ragbistov
- seznam novozelandskih igralcev
- seznam novozelandskih izumiteljev
- seznam novozelandskih kiparjev
- seznam novozelandskih kolesarjev
- seznam novozelandskih košarkarjev
- seznam novozelandskih matematikov
- seznam novozelandskih modnih oblikovalcev
- seznam novozelandskih nogometašev
- seznam novozelandskih pesnikov
- seznam novozelandskih pevcev
- seznam novozelandskih pisateljev
- seznam novozelandskih politikov
- seznam novozelandskih poslovnežev
- seznam novozelandskih računalnikarjev
- seznam novozelandskih skladateljev
- seznam novozelandskih slikarjev
- seznam novozelandskih tenisačev
- seznam novozelandskih veslačev
- seznam novozelandskih zdravnikov
- seznam občin v Sloveniji
- seznam objektov Kopenske vojske ZDA v Južni Koreji
- seznam objektov Kopenske vojske ZDA
- seznam oblačil, obutve in pokrival
- seznam oblačil
- seznam oboroženih sil sveta
- seznam obrambnih ministrov Francije
- seznam obramboslovcev
- seznam observatorijev
- seznam obutve
- seznam obveščevalnih služb
- seznam ogroženih jezikov
- seznam oklepnih divizij
- seznam opernih skladateljev
- seznam orkestrov
- seznam ornitologov
- seznam orožij borilnih veščin
- seznam osebnih dogovorov osebnih imen
- seznam osebnih imen na A
- seznam osebnih imen na B
- seznam osebnih imen na C
- seznam osebnih imen na Č
- seznam osebnih imen na D
- seznam osebnih imen na E
- seznam osebnih imen na F
- seznam osebnih imen na G
- seznam osebnih imen na H
- seznam osebnih imen na I
- seznam osebnih imen na J
- seznam osebnih imen na K
- seznam osebnih imen na L
- seznam osebnih imen na M
- seznam osebnih imen na N
- seznam osebnih imen na O
- seznam osebnih imen na P
- seznam osebnih imen na Q
- seznam osebnih imen na R
- seznam osebnih imen na S
- seznam osebnih imen na Š
- seznam osebnih imen na T
- seznam osebnih imen na U
- seznam osebnih imen na V
- seznam osebnih imen na W
- seznam osebnih imen na X
- seznam osebnih imen na Y
- seznam osebnih imen na Z
- seznam osebnih imen na Ž
- seznam osebnih imen
- seznam osebnosti druge svetovne vojne
- seznam osebnosti po poklicu
- seznam osebnosti Tretjega rajha
- seznam osebnosti znanih kot Veliki
- seznam osebnosti
- seznam osnovnih šol v Sloveniji
- seznam ostrostrelcev
- seznam otokov v Karibih
- seznam ozvezdij po površini
- seznam ozvezdij
- seznam pakistanskih generalov
- seznam pakistanskih letalskih asov indijsko-pakistanskih vojn
- seznam pakistanskih pesnikov
- seznam paleontologov
- seznam palestinskih pesnikov
- seznam papežev
- seznam paragvajskih pisateljev
- seznam paragvajskih politikov
- seznam parkov v Ljubljani
- seznam parlamentov
- seznam partizanskih pesmi
- seznam perujskih nogometašev
- seznam perujskih pesnikov
- seznam perujskih pisateljev
- seznam perujskih politikov
- seznam perzijskih kraljev
- seznam perzijskih pesnikov
- seznam pesnikov v slovenskem jeziku
- seznam pesnikov
- seznam petstotih najboljših albumov vseh časov po reviji Rolling Stone
- seznam pianistov
- seznam pilotov Slovenske vojske
- seznam pisateljev
- seznam piscev slovenskih zabavnoglasbenih besedil
- seznam planetarnih meglic
- seznam planetov
- seznam planinskih društev
- seznam plemiških družin na Slovenskem
- seznam plemiških družin na slovenskem
- seznam plemiških rodbin na Slovenskem
- seznam plovil Kraljeve vojne mornarice
- seznam plovil za minsko bojevanje Vojne mornarice ZDA
- seznam plovil za minsko bojevanje vojne mornarice ZDA
- seznam podantarktičnih otokov
- seznam podmornic druge svetovne vojne
- seznam podmornic Vojne mornarice ZDA
- seznam podmornic vojne mornarice ZDA
- seznam podpornih skupin Korpusa mornariške pehote ZDA
- seznam pokrival
- seznam polavtomatskih pušk novega veka
- seznam politikov
- seznam poljskih armad druge svetovne vojne
- seznam poljskih dirigentov
- seznam poljskih filozofov
- seznam poljskih generalov
- seznam poljskih letalskih asov druge svetovne vojne
- seznam poljskih maršalov
- seznam poljskih nogometašev
- seznam poljskih pesnikov
- seznam poljskih pisateljev
- seznam poljskih politikov
- seznam poljskih skladateljev
- seznam poljskih slikarjev
- seznam polkov Hrvaške vojske
- seznam polkov Hrvaškega obrambnega sveta
- seznam polkov HVO
- seznam polkov Imperialne japonske vojske
- seznam polkov Kopenske vojske ZDA
- seznam polkov kopenske vojske ZDA
- seznam polkov Korpusa mornariške pehote ZDA
- seznam polkov Kraljevine Jugoslavije
- seznam polkov Nationale Volksarmee
- seznam polkov NDH
- seznam polkov po zaporednih številkah
- seznam polkov Reichswehra
- seznam polkov Slovenske vojske
- seznam polkov VJ
- seznam polkov Vojske Jugoslavije
- seznam polkov Vojske Republike srbske
- seznam polkov VRS
- seznam polkov Waffen-SS
- seznam polkov Wehrmachta
- seznam polkov ZSSR
- seznam polkov
- seznam polkovnikov Slovenske vojske
- seznam polpravilnih spremenljivk
- seznam pomembnejših slovenskih šahistk in šahistov
- seznam pomembnejših svetovnih šahistk in šahistov
- seznam portugalskih generalov
- seznam portugalskih pesnikov
- seznam portugalskih pisateljev
- seznam portugalskih politikov
- seznam portugalskih kraljev
- seznam postojank Gorenjske samozaščite
- seznam postojank Gorenjskega domobranstva
- seznam postojank Vaških straž
- seznam poštnih številk v Sloveniji
- seznam predsednikov Albanije
- seznam predsednikov Argentine
- seznam predsednikov Brazilije
- seznam predsednikov držav
- seznam predsednikov FIFE
- seznam predsednikov Francije
- seznam predsednikov Grčije
- seznam predsednikov Italije
- seznam predsednikov Katalonije
- seznam predsednikov Kolumbije
- seznam predsednikov Kube
- seznam predsednikov Libanona
- seznam predsednikov Mehike
- seznam predsednikov Nemčije
- seznam predsednikov Paname
- seznam predsednikov Peruja
- seznam predsednikov predsedstva Slovenije
- seznam predsednikov Romunije
- seznam predsednikov Slovenije
- seznam predsednikov Švicarske konfederacije
- seznam predsednikov Tunizije
- seznam predsednikov Urugvaja
- seznam predsednikov vlade Albanije
- seznam predsednikov vlade Belgije
- seznam predsednikov vlade Češke republike
- seznam predsednikov vlade Danske
- seznam predsednikov vlade Grenlandije
- seznam predsednikov vlade Hrvaške
- seznam predsednikov vlade Južne Afrike
- seznam predsednikov vlade Srbije
- seznam predsednikov Združenih držav Amerike
- seznam pregovorov
- seznam prejemnikov Brownlowe medalje
- seznam prejemnikov Čopove diplome
- seznam prejemnikov Čopovega priznanja
- seznam prejemnikov nagrad na Borštnikovem srečanju
- seznam prejemnikov Prešernove nagrade
- Seznam prevodov latinskih izrekov
- seznam programerjev
- seznam programskih jezikov
- seznam propadlih držav
- seznam protioklepnih raketnih orožij druge svetovne vojne
- seznam protioklepnih raketnih orožij z nevodljivimi izstrelki
- seznam protioklepnih raketnih orožij z vodljivimi izstrelki
- seznam protipapežev
- seznam protitankovskih topov druge svetovne vojne
- seznam prvih
- Seznam ptic v Evropi in Sloveniji
- seznam pulzarjev
- seznam računalniških programov za glasbeno notiranje
- seznam računalniških programskih jezikov
- seznam računalniških revij v Sloveniji
- seznam računalniških vsebin
- seznam raket
- seznam raketnih konstruktorjev
- seznam ranjenih v vojni za Slovenijo
- seznam rap izvajalcev
- seznam raperjev
- seznam rastlinskih drog
- seznam raziskovalcev
- seznam redov žuželk
- seznam religij
- seznam revolverjev zadnjakov svetovnih vojn
- seznam rimskih cesarjev
- seznam rimskih pesnikov
- seznam rimskih pisateljev
- seznam rimskih vojskovodij
- seznam risank
- seznam rock skupin
- seznam ročnih bomb
- seznam ročnih minometov
- seznam rolkarjev/G
- seznam rolkarjev
- seznam rolkarskih filmov
- seznam rolkarskih krajev
- seznam rolkarskih podjetij
- seznam romunskih divizij druge svetovne vojne
- seznam romunskih filozofov
- seznam romunskih pesnikov
- seznam romunskih pisateljev
- seznam ruandskih generalov
- seznam rudnikov po državah
- seznam rudnikov po rudah
- seznam rudnikov v Sloveniji
- seznam ruskih dramatikov
- seznam ruskih feldmaršalov
- seznam ruskih fizikov
- seznam ruskih generalov
- seznam ruskih letalskih asov prve svetovne vojne
- seznam ruskih narodnih jedi
- seznam ruskih pesnikov
- seznam ruskih pisateljev
- seznam ruskih šahovskih velemojstrov
- seznam rušilcev Vojne mornarice ZDA
- seznam rušilcev vojne mornarice ZDA
- seznam samovoznih havbic druge svetovne vojne
- seznam seks simbolov
- seznam seksoloških vsebin
- seznam senegalskih pesnikov
- seznam senegalskih politikov
- seznam severnokorejskih letalskih asov korejske vojne
- seznam seznamov
- seznam seznamov vladarjev
- seznam signalnih pištol
- seznam sikkimskih prejemnikov Viktorijinega križca
- seznam simfoničnih orkestrov
- seznam sirskih generalov
- seznam sirskih letalskih asov arabsko-izraelskih vojn
- seznam skladateljev po narodnosti
- seznam skladateljev
- seznam slavnih homoseksualnih, lezbičnih ali biseksualnih osebnosti
- seznam slikarjev
- seznam slovaških divizij druge svetovne vojne
- seznam slovaških nogometašev
- seznam slovaških pesnikov
- seznam slovaških pisateljev
- seznam slovaških politikov
- seznam slovenskih admiralov
- seznam slovenskih akademikov
- seznam slovenskih alpinistov
- seznam slovenskih arheologov
- seznam slovenskih arhitektov
- seznam slovenskih astronomov
- seznam slovenskih besed japonskega izvora
- seznam slovenskih besed ruskega izvora
- seznam slovenskih besed z dvojnim naglasom
- seznam slovenskih biokemikov
- seznam slovenskih biologov
- seznam slovenskih blues skupin
- seznam slovenskih botanikov
- seznam slovenskih citrarjev
- seznam slovenskih častnikov Jugoslovanske vojske v domovini
- seznam slovenskih častnikov
- seznam slovenskih dirigentov
- seznam slovenskih dvatisočakov
- seznam slovenskih fagotistov
- seznam slovenskih filmov
- seznam slovenskih filmskih režiserjev
- seznam slovenskih filozofov
- seznam slovenskih fizikov
- seznam slovenskih flavtistov
- seznam slovenskih fotografov
- seznam slovenskih generalov
- seznam slovenskih glasbenih skupin
- seznam slovenskih glasbenikov
- seznam slovenskih gradov
- seznam slovenskih hapkidoistov
- seznam slovenskih harfistov
- seznam slovenskih harmonikarjev
- seznam slovenskih hornistov
- seznam slovenskih igralcev
- seznam slovenskih karateistov
- seznam slovenskih kemikov
- seznam slovenskih kiparjev
- seznam slovenskih kitaristov
- seznam slovenskih klarinetistov
- seznam slovenskih kontrabasistov
- seznam slovenskih koncertnih klubov
- seznam slovenskih košarkarjev
- seznam slovenskih letališč
- seznam slovenskih literarnih zgodovinarjev
- seznam slovenskih matematikov
- seznam slovenskih metal skupin
- seznam slovenskih minoritov
- seznam slovenskih mladinskih pisateljev
- seznam slovenskih mladinskih literarnih likov
- seznam slovenskih muzikologov
- seznam slovenskih nogometašev
- seznam slovenskih oboistov
- seznam slovenskih opernih skladateljev
- seznam slovenskih orglavcev
- seznam slovenskih orkestrov
- seznam slovenskih ornitologov
- seznam slovenskih pesnikov
- seznam slovenskih pevcev resne glasbe
- seznam slovenskih pevcev zabavne glasbe
- seznam slovenskih pevskih zborov
- seznam slovenskih pianistov
- seznam slovenskih pisateljev
- seznam slovenskih planinskih postojank
- seznam slovenskih plezalcev in alpinistov
- seznam slovenskih plezališč
- seznam slovenskih podjetij
- seznam slovenskih politikov
- seznam slovenskih pop skupin
- seznam slovenskih popotnikov in raziskovalcev
- seznam slovenskih pozavnistov
- seznam slovenskih pregovorov
- seznam slovenskih prevajalcev
- seznam slovenskih programerjev
- seznam slovenskih računalnikarjev
- seznam slovenskih radijskih postaj
- seznam slovenskih rap izvajalcev
- seznam slovenskih rap skupin
- seznam slovenskih raperjev
- seznam slovenskih rek
- seznam slovenskih režiserjev
- seznam slovenskih rock skupin
- seznam slovenskih rock'n'roll skupin
- seznam slovenskih saksofonistov
- seznam slovenskih skladateljev
- seznam slovenskih skladov
- seznam slovenskih slikarjev
- seznam slovenskih smučišč
- seznam slovenskih šahistov
- seznam slovenskih šahovskih velemojstrov
- seznam slovenskih španskih borcev
- seznam slovenskih športnih plezalcev in alpinistov
- seznam slovenskih športnikov
- seznam slovenskih tolkalistov
- seznam slovenskih trobentarjev
- seznam slovenskih tubistov
- seznam slovenskih TV nadaljevank
- seznam slovenskih umetnikov
- seznam slovenskih vin
- seznam slovenskih violinistov
- seznam slovenskih violistov
- seznam slovenskih violončelistov
- seznam slovenskih vojaških baz
- seznam slovenskih vojaških enot Jugoslovanske vojske v domovini
- seznam slovenskih vojaških pilotov
- seznam slovenskih zborovodij
- seznam slovenskih zgodovinarjev
- seznam slovenskih znanstvenikov z visokim h-indeksom
- seznam sociologov
- seznam sodnikov Vrhovnega sodišča ZDA
- seznam sosednjih galaksij
- seznam sovjetskih generalov
- seznam sovjetskih letalskih asov druge kitajsko-japonske vojne
- seznam sovjetskih letalskih asov druge svetovne vojne vojne
- seznam sovjetskih letalskih asov druge svetovne vojne
- seznam sovjetskih letalskih asov korejske vojne
- seznam sovjetskih letalskih asov sovjetsko-japonske mejne vojne leta 1939
- seznam sovjetskih letalskih asov španske državljanske vojne
- seznam sovjetskih letalskih asov zimske vojne
- seznam sovjetskih letalskih asov
- seznam specialnih sil sveta
- seznam spremljevalnih letalonosilk Vojne mornarice ZDA
- seznam spremljevalnih letalonosilk vojne mornarice ZDA
- seznam srbskih generalov
- seznam srbskih pesnikov
- seznam srbskih pisateljev
- seznam Stargate SG-1 epizod
- seznam starodavnih ljudstev
- seznam strojniških vsebin
- seznam subkulturnih skupnosti
- seznam suverenih držav
- seznam svetovnih prvakov Formule 1
- seznam šahistov
- seznam šahovskih velemojstrov
- seznam škotskih filozofov
- seznam škotskih pesnikov
- seznam škotskih pisateljev
- seznam škrbin
- seznam španskih arhitektov
- seznam španskih atletov
- seznam španskih biologov
- seznam španskih boksarjev
- seznam španskih dirkačev
- seznam španskih dramatikov
- seznam španskih ekonomistov
- seznam španskih filmskih režiserjev
- seznam španskih filozofov
- seznam španskih fizikov
- seznam španskih generalov
- seznam španskih golfistov
- seznam španskih igralcev
- seznam španskih inženirjev
- seznam španskih kemikov
- seznam španskih kitaristov
- seznam španskih kolesarjev
- seznam španskih košarkarjev
- seznam španskih kraljev
- seznam španskih kuharskih mojstrov
- seznam španskih matematikov
- seznam španskih nogometašev
- seznam španskih novinarjev
- seznam španskih pesnikov
- seznam španskih pevcev
- seznam španskih pisateljev
- seznam španskih politikov
- seznam španskih raziskovalcev
- seznam španskih skladateljev
- seznam španskih slikarjev
- seznam španskih tenisačev
- seznam španskih zdravnikov
- seznam športnih šibrenic
- seznam športnikov
- seznam športov
- seznam šrilanskih generalov
- seznam šrilanških generalov
- seznam števil
- seznam švedskih arhitektov
- seznam švedskih dirigentov
- seznam švedskih feldmaršalov
- seznam švedskih filmskih režiserjev
- seznam švedskih filozofov
- seznam švedskih generalov
- seznam švedskih pesnikov
- seznam švedskih pisateljev
- seznam švedskih politikov
- seznam švedskih prejemnikov Viktorijinega križca
- seznam švicarskih arheologov
- seznam švicarskih arhitektov
- seznam švicarskih astronomov
- seznam švicarskih botanikov
- seznam švicarskih dirigentov
- seznam švicarskih filozofov
- seznam švicarskih fizikov
- seznam švicarskih generalov
- seznam švicarskih geologov
- seznam švicarskih igralcev
- seznam švicarskih kiparjev
- seznam švicarskih letalcev
- seznam švicarskih matematikov
- seznam švicarskih nogometašev
- seznam švicarskih paleontologov
- seznam švicarskih pesnikov
- seznam švicarskih pevcev resne glasbe
- seznam švicarskih pisateljev
- seznam švicarskih politikov
- seznam švicarskih poslovnežev
- seznam švicarskih pravnikov
- seznam švicarskih skladateljev
- seznam švicarskih slikarjev
- seznam švicarskih smučarjev
- seznam švicarskih tenisačev
- seznam švicarskih teologov
- seznam švicarskih zdravnikov
- seznam švicarskih zoologov
- seznam tankov druge svetovne vojne
- Seznam tankov med obema vojnama
- Seznam tankov prve svetovne vojne
- seznam tankovskih lovcev druge svetovne vojne
- seznam teologov
- seznam terorističnih skupin
- seznam tipov helikopterjev
- seznam tkanin
- seznam transportnih ladij Kopenske vojske ZDA
- seznam transportnih vojaških helikopterjev
- seznam trgov v Ljubljani
- seznam tričrkovnih kratic od AAA do DŽŽ
- seznam tričrkovnih kratic od EAA do HŽŽ
- seznam tričrkovnih kratic od IAA do LŽŽ
- seznam tričrkovnih kratic od MAA do PŽŽ
- seznam tričrkovnih kratic od QAA do TŽŽ
- seznam tričrkovnih kratic od UAA do XŽŽ
- seznam tričrkovnih kratic od YAA do ŽŽŽ
- seznam trinidadskih pesnikov
- seznam tujih slovenistov
- seznam turških generalov
- seznam turških pesnikov
- seznam turških pisateljev
- seznam turških politikov
- seznam TV postaj v Sloveniji
- seznam ukrajinskih nogometašev
- seznam ukrajinskih pesnikov
- seznam ukrajinskih pisateljev
- seznam ukrajinskih polkov
- seznam umetnih objektov na Marsu
- seznam umetnikov
- seznam uradnih jezikov Indije
- seznam urugvajskih pisateljev
- seznam urugvajskih politikov
- seznam uzbekistanskih pesnikov
- seznam uzbeških pesnikov
- seznam valižanskih nogometašev
- seznam valižanskih pesnikov
- seznam valut sveta
- seznam venezuelskih generalov
- seznam venezuelskih nogometašev
- seznam venezuelskih pisateljev
- seznam venezuelskih politikov
- seznam verskih skupin
- seznam verskih vsebin
- seznam vetrov
- seznam vietnamskih generalov
- seznam vietnamskih letalskih asov vietnamske vojne
- seznam violončelistov
- seznam vladarjev
- seznam voditeljev držav
- seznam vohunov
- seznam vojaških baz
- seznam vojaških enot Slovenske vojske 1918-19
- seznam vojaških helikopterjev
- seznam vojaških industrijskih obratov
- seznam vojaških izrazov na B
- seznam vojaških izrazov na D
- seznam vojaških izrazov na K
- seznam vojaških izrazov na O
- seznam vojaških izrazov na P
- seznam vojaških izrazov
- seznam vojaških kratic na A
- seznam vojaških kratic na B
- seznam vojaških kratic na C
- seznam vojaških kratic na Č
- seznam vojaških kratic na D
- seznam vojaških kratic na E
- seznam vojaških kratic na F
- seznam vojaških kratic na G
- seznam vojaških kratic na H
- seznam vojaških kratic na I
- seznam vojaških kratic na J
- seznam vojaških kratic na K
- seznam vojaških kratic na L
- seznam vojaških kratic na M
- seznam vojaških kratic na N
- seznam vojaških kratic na O
- seznam vojaških kratic na P
- seznam vojaških kratic na R
- seznam vojaških kratic na S
- seznam vojaških kratic na Š
- seznam vojaških kratic na T
- seznam vojaških kratic na U
- seznam vojaških kratic na V
- seznam vojaških kratic na W
- seznam vojaških kratic na Z
- seznam vojaških kratic
- seznam vojaških letal
- seznam vojaških odlikovanj
- seznam vojaških operacij druge svetovne vojne
- seznam vojaških operacij hladne vojne
- seznam vojaških operacij novejše zgodovine
- seznam vojaških operacij
- seznam vojaških osebnosti (A)
- seznam vojaških osebnosti (B)
- seznam vojaških osebnosti (C)
- seznam vojaških osebnosti (Č)
- seznam vojaških osebnosti (D)
- seznam vojaških osebnosti (E)
- seznam vojaških osebnosti (F)
- seznam vojaških osebnosti (G)
- seznam vojaških osebnosti (H)
- seznam vojaških osebnosti (I)
- seznam vojaških osebnosti (J)
- seznam vojaških osebnosti (K)
- seznam vojaških osebnosti (L)
- seznam vojaških osebnosti (M)
- seznam vojaških osebnosti (N)
- seznam vojaških osebnosti (O)
- seznam vojaških osebnosti (P)
- seznam vojaških osebnosti (Q)
- seznam vojaških osebnosti (R)
- seznam vojaških osebnosti (S)
- seznam vojaških osebnosti (seznami)
- seznam vojaških osebnosti (Š)
- seznam vojaških osebnosti (T)
- seznam vojaških osebnosti (U)
- seznam vojaških osebnosti (V)
- seznam vojaških osebnosti (W)
- seznam vojaških osebnosti (X)
- seznam vojaških osebnosti (Y)
- seznam vojaških osebnosti (Z)
- seznam vojaških osebnosti (Ž)
- seznam vojaških osebnosti
- seznam vojaških plovil Kraljeve vojne mornarice
- seznam vojaških plovil kraljeve vojne mornarice
- seznam vojaških plovil Vojne mornarice ZDA
- seznam vojaških plovil vojne mornarice ZDA
- seznam vojaških taktik
- seznam vojaških vaj Slovenske vojske
- seznam vojaških vsebin
- seznam vojaškošolskih ustanov JLA
- seznam vojašnic Slovenske vojske
- seznam vojn
- seznam vojnih letalstev sveta
- seznam vojnih mornaric
- seznam vojnih zločincev
- seznam voznikov Formule 1
- seznam vseh dvočrkovnih kombinacij
- seznam VTOL letal
- seznam zastav z zvezdo
- seznam zavarovanih živalskih vrst v Sloveniji
- seznam zavezniških vojaških misij v Sloveniji
- seznam zavezniških vojaških odposlanstev v Sloveniji
- seznam zbornic Slovenije
- seznam zdravilnih rastlin po družinah
- seznam zdravilnih rastlin
- seznam zdravnikov
- seznam združenj Slovenije
- seznam ZF filmov
- seznam ZF nanizank
- seznam zgodovinarjev
- seznam zgodovinskih filmov
- seznam zgodovinskih in političnih pojmov
- seznam zgodovinskih obletnic
- seznam zgodovinskih obveščevalnih služb
- seznam zgodovinskih vsebin
- seznam zgradb in objektov v Ljubljani
- seznam zimbabvejskih nogometašev
- seznam zimbabvejskih slikarjev
- seznam znanstvenikov
- seznam zračnih kril Korpusa mornariške pehote ZDA
- seznam zračnih ladij Vojne mornarice ZDA
- seznam zračnih ladij vojne mornarice ZDA
- seznam zračnih postaj Korpusa mornariške pehote ZDA
- seznam zračnih postaj Obalne straže ZDA
- seznam zračnih postaj Vojne mornarice ZDA
- seznam zračnih skupin Korpusa mornariške pehote ZDA
- seznam zračnih skvadronov Korpusa mornariške pehote ZDA
- seznam zračnodesantnih enot
- seznam zračnoprevoznih enot
- seznam zvez v Sloveniji
- seznam zvezd po ozvezdjih
- seznam zvezd s planetnimi sistemi
- seznam zvezd spremenljivk
- seznam zvezd
- seznam ženskih revij
- seznam
- seznami AAR oznak
- seznami admiralov
- seznami Afganistancev
- seznami Albancev
- seznami alkimistov
- seznami alpinistov
- seznami Alžircev
- seznami Američanov
- seznami ameriških igralcev
- seznami ameriških politikov
- seznami Andorcev
- seznami Angležev
- seznami antropologov
- seznami Arabcev
- seznami Argentincev
- seznami arheologov
- seznami arhitektov
- seznami Armencev
- seznami astrologov
- seznami astronavtov
- seznami astronomov
- seznami atletov
- seznami Avstralcev
- seznami Avstrijcev
- seznami Azerbajdžancev
- seznami Babiloncev
- seznami baletnikov
- seznami Bangladeševcev
- seznami Baskov
- seznami Belgijcev
- seznami Belorusov
- seznami Bengalcev
- seznami biologov
- seznami boksarjev
- seznami Bolgarov
- seznami botanikov
- seznami Brazilcev
- seznami Britancev
- seznami Burmcev
- seznami Burov
- seznami Ciprčanov
- seznami Čečenov
- seznami Čehov
- seznami Čilencev
- seznami Črnogorcev
- seznami Čuvašev
- seznami Dancev
- seznami del književnikov
- seznami diplomatov
- seznami dirigentov
- seznami dirkačev
- seznami dramatikov
- seznami držav
- seznami Egipčanov
- seznami ekonomistov
- seznami epizod
- seznami Estoncev
- seznami Etiopijcev
- seznami filmov
- seznami filmskih producentov
- seznami filmskih režiserjev
- seznami filologov
- seznami filozofov
- seznami Fincev
- seznami fizikov
- seznami fotografov
- seznami Francozov
- seznami Frankov
- seznami generalov
- seznami genetikov
- seznami geografov
- seznami geologov
- seznami glasbenih del
- seznami golfistov
- seznami Grenlandcev
- seznami Grkov
- seznami Gruzincev
- seznami guvernerjev ZDA
- seznami Gvatemalcev
- seznami Haitijcev
- seznami hekerjev
- seznami hitrostnih drsalcev
- seznami hokejistov
- seznami Hrvatov
- seznami humoristov
- seznami igralcev kriketa
- seznami ragbistov
- seznami igralcev
- seznami ilustratorjev
- seznami Indijcev
- seznami inženirjev
- seznami Iračanov
- seznami Irancev
- seznami Ircev
- seznami Islandcev
- seznami Italijanov
- seznami Izraelcev
- seznami izumiteljev
- seznami Japoncev
- seznami jezer
- seznami jezikoslovcev
- seznami jockeyev
- seznami Jordancev
- seznami judoistov
- seznami Judov
- seznami Jugoslovanov
- seznami Južnoafričanov
- seznami Kambodžanov
- seznami Kanadčanov
- seznami Kataloncev
- seznami Katarcev
- seznami kemikov
- seznami Kenijcev
- seznami kiparjev
- seznami Kirgizov
- seznami Kitajcev
- seznami kitaristov
- seznami klimatologov
- seznami kolesarjev
- seznami Kolumbijcev
- seznami Kongočanov
- seznami Korejcev
- seznami koreografov
- seznami košarkarjev
- seznami kriminalcev
- seznami kritikov
- seznami Kubancev
- seznami kuharskih mojstrov
- seznami ladij
- seznami Latvijcev
- seznami leksikonografov
- seznami letal
- seznami letalcev
- seznami letališč
- seznami letalonosilk
- seznami letalskih asov
- seznami Libanoncev
- seznami Liberijcev
- seznami Litovcev
- seznami Madžarov
- seznami Makedoncev
- seznami Malgašev
- seznami Maročanov
- seznami maršalov
- seznami matematikov
- seznami Mehičanov
- seznami mest
- seznami mineralogov
- seznami ministrov
- seznami modelov
- seznami modnih oblikovalcev
- seznami Mongolcev
- seznami namiznih tenisačev
- seznami Nemcev
- seznami Nigerijcev
- seznami Nikaragovcev
- seznami Nizozemcev
- seznami nogometašev
- seznami nogometnih trenerjev
- seznami Norvežanov
- seznami nosilcev vojaških odlikovanj
- seznami novinarjev
- seznami Novozelandcev
- seznami odvetnikov
- seznami organizacij
- seznami orožja
- seznami osebnosti Bosne in Hercegovine
- seznami osebnosti po narodnosti
- seznami osebnosti po poklicu
- seznami osebnosti
- seznami oznak
- seznami Pakistancev
- seznami paleontologov
- seznami Palestincev
- seznami Paragvajcev
- seznami Perujcev
- seznami Perzijcev
- seznami pesnikov
- seznami pevcev resne glasbe
- seznami pevcev zabavne glasbe
- seznami pevcev
- seznami pianistov
- seznami pisateljev
- seznami plavalcev
- seznami plesalcev
- seznami plovil
- seznami po tematiki
- seznami podjetij po državah
- seznami podjetij
- seznami politikov
- seznami Poljakov
- seznami Portugalcev
- seznami poslovnežev
- seznami povezani z nogometom
- seznami pravnikov
- seznami prebivalcev Slonokoščene obale
- seznami predsednikov držav
- seznami predsednikov vlad
- seznami prejemnikov Viktorijinega križca po narodnosti
- seznami psihologov
- seznami računalnikarjev
- seznami raperjev
- seznami raziskovalcev
- seznami revij
- seznami Rimljanov
- seznami rock glasbenikov
- seznami rokoborcev
- seznami rokometašev
- seznami Romunov
- seznami Ruandcev
- seznami Rusov
- seznami sabljačev
- seznami Senegalcev
- seznami Sircev
- seznami skladateljev
- seznami slikarjev
- seznami Slovakov
- seznami Slovencev
- seznami smučarjev
- seznami smučarskih skakalcev
- seznami sociologov
- seznami Srbov
- seznami strelcev
- seznami striparjev
- seznami Škotov
- seznami Špancev
- seznami športnikov
- seznami Švedov
- seznami Švicarjev
- seznami tekačev na smučeh
- seznami tenisačev
- seznami teologov
- seznami teroristov
- seznami triatloncev
- seznami Trinidadčanov
- seznami Tunizijcev
- seznami Turkov
- seznami Ukrajincev
- seznami umetnostnih drsalcev
- seznami uradnih osebnosti
- seznami Urugvajcev
- seznami Uzbekov
- seznami Valižancev
- seznami Venezuelcev
- seznami veslačev
- seznami Vietnamcev
- seznami violinistov
- seznami vladarjev
- seznami vohunov
- seznami vojaških enot
- seznami vojaških letališč
- seznami vojaških objektov
- seznami vojaških osebnosti
- seznami vsebin
- seznami zdravnikov
- seznami zgodovinarjev
- seznami zgradb
- seznami Zimbabvejcev
- seznami znanstvenikov
- seznami zoologov
- seznami zrakoplovov
- seznami
- sirski letalski asi arabsko-izraelskih vojn
- sleng računalnikarjev
- Seznam slovenskih obrambnih, vojaških, letalskih in pomorskih atašejev
- slovenski športniki
- sodobna letala za zgodnje opozarjanje
- sodobna mornariška patruljna letala
- sodobna palubna letala
- sodobna samovozna artilerija
- sodobna taktična transportna letala
- sodobna vlečna artilerija
- sodobne amfibijskodesantne ladje
- sodobne brzostrelke
- sodobne jurišne puške
- sodobne križarke
- sodobne ostrostrelne puške
- sodobne polavtomatske pištole
- sodobne polavtomatske puške
- sodobni bombniki
- sodobni bombometi
- sodobni hitri jurišni čolni
- sodobni leteči tankerji
- sodobni lovski bombniki
- sodobni mitraljezi
- sodobni revolverji
- sodobni rušilci
- sodobni tanki
- srečno število
- srednjeveška orožja

## T
- tankovski lovci druge svetovne vojne
- tričrkovne kratice od AAA do DŽŽ
- tričrkovne kratice od EAA do HŽŽ
- tričrkovne kratice od IAA do LŽŽ
- tričrkovne kratice od MAA do PŽŽ
- tričrkovne kratice od QAA do TŽŽ
- tričrkovne kratice od UAA do XŽŽ
- tričrkovne kratice od YAA do ŽŽŽ

## V
- vietnamski letalski asi vietnamske vojne
- vojaška tehnologija druge svetovne vojne
- vojaške vaje Slovenske vojske
- vojaški izrazi na O
- vojašnice Slovenske vojske

## Z
- zavarovane domorodne rastlinske vrste v Sloveniji
- zavarovane glive v Sloveniji
- zavarovane živali v Sloveniji
- zavarovani parki v Sloveniji
- zvezdni katalog